# Сантанараптор
Сантанараптор (лат. Santanaraptor, буквально: хищник из формации Сантана) — род тероподных динозавров из надсемейства тираннозавроид (Tyrannosauroidea), живших во времена раннемеловой эпохи (ранний альбский век, 112,0—109,0 млн лет назад) на территории современной Бразилии.
Типовым и единственным видом является Santanaraptor placidus, впервые описанный Александром Келлнером в 1999 году. Видовое название дано в честь Placido Cidade Nuvens, основателя Museu de Paleontologia da Universidade Regional do Cariri.

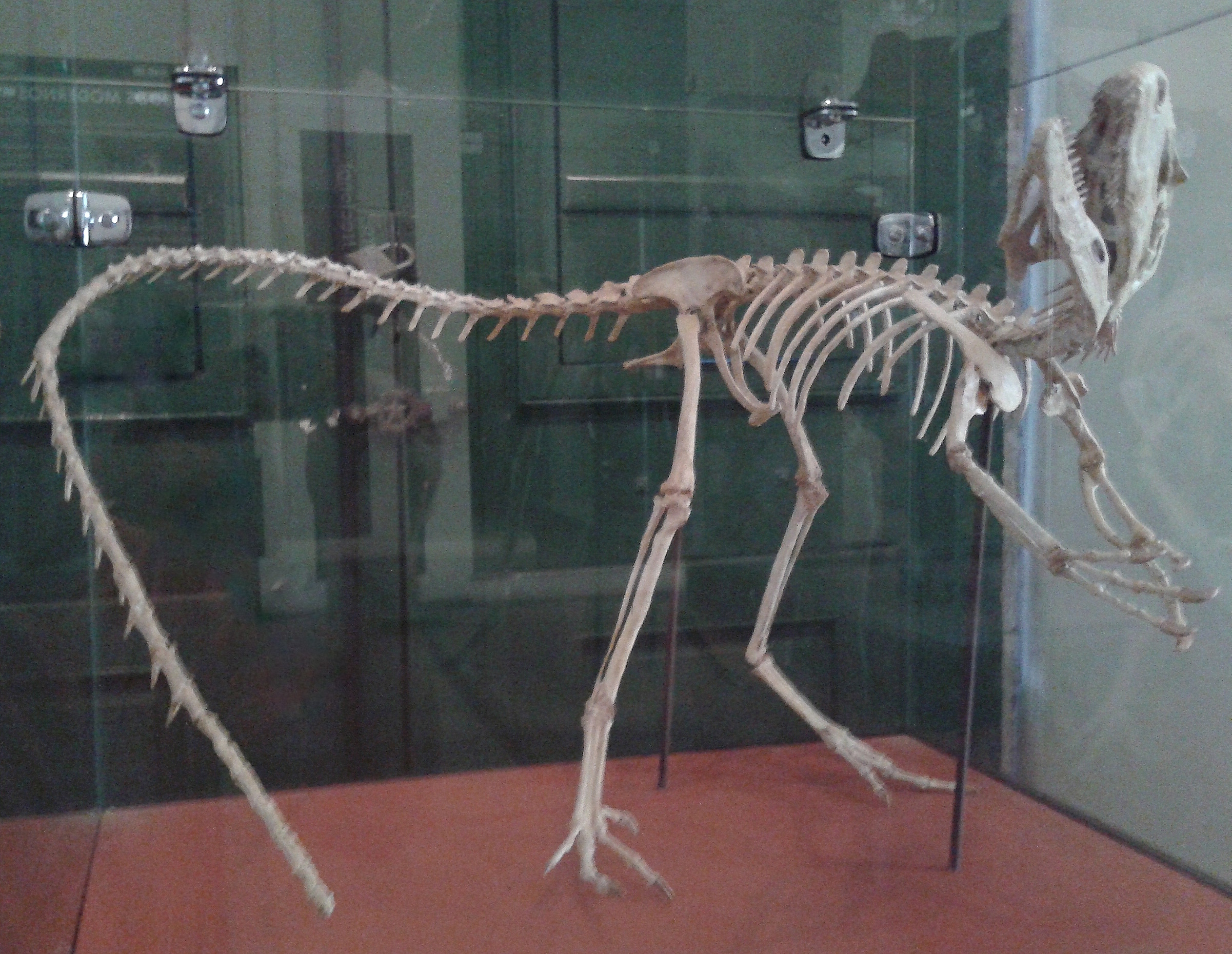
Реконструкция скелета

## Описание

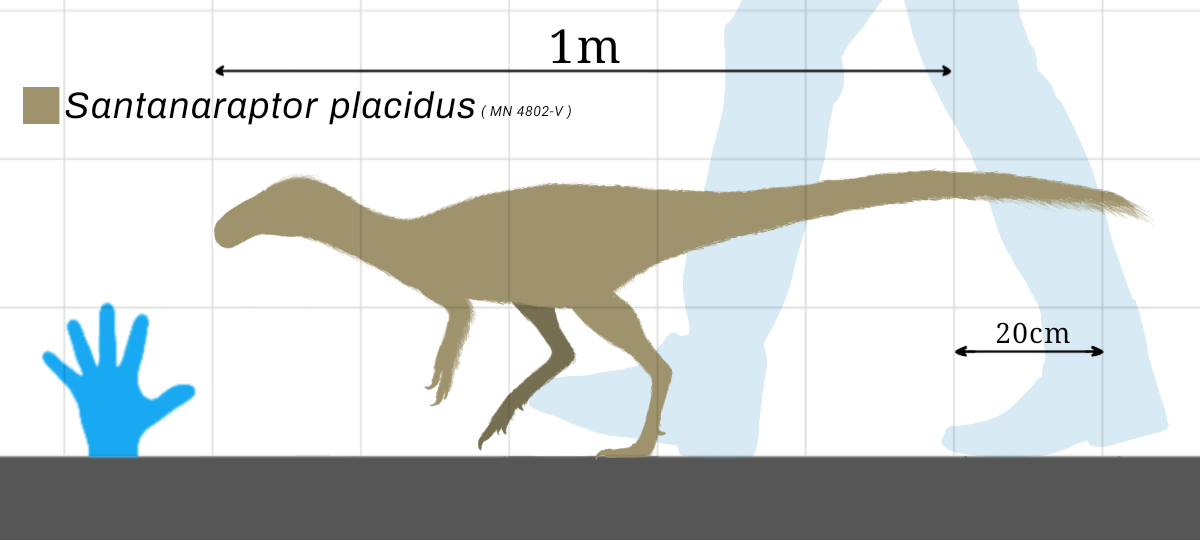
Сравнение размера

Известен по частичному образцу скелета неполовозрелой особи с фрагментами минерализованных мягких тканей, в том числе, мышц и кожи, но без отпечатка внешнего покрытия шкуры, который был обнаружен в 1996 году в формации Сантана, штат Сеара, северо-восток Бразилии. Голотип MN 4802-V состоит из 3 хвостовых позвонков с остистыми отростками, седалищной кости, костей бедра и голени, ступней и мягких тканей. Окаменелые ткани включает в себя тонкий слой эпидермиса, мышечные волокна, и, возможно, кровеносные сосуды. Представленный образец достигает 1,25 метра в длину. Тем не менее, это был определённо целурозавр, и некоторые из его деталей позволяют предположить, что он мог быть представителем тираннозавроид.

## Классификация
Сантанараптор изначально считался тероподом, принадлежащим кладе манирапторов. Потом на основе нескольких признаков, присутствующих на бедренной кости, он считался базальным целурозавром. Возможно, этот род был тесно связан с орнитолестом, более ранним целурозавром юрского периода. Такой вывод был сделан на основе изучения седалищной кости.
Предполагается, что сантанараптор был похож на дилуна и гуаньлуна длинными трёхпалыми передними лапами и тонкими задними конечностями. Некоторые палеонтологи полагают, что этот динозавр мог быть первым тираннозавридом, известным от западной Гондваны до западной Лавразии (миграция ранних тираннозавридов из Южной Америки в Северную).